# Hidrogenaza (akceptor)
Hidrogenaza (akceptor) (EC 1.12.99.6, H2 formirajuća hidrogenaza (nespecifična), vodonična lijaza (nespecifična), hidrogenlijaza (nespecifična), hidrogenaza preuzimanja (nespecifična), vodonik:(akceptor) oksidoreduktaza) je enzim sa sistematskim imenom vodonik:akceptor oksidoreduktaza. Ovaj enzim katalizuje sledeću hemijsku reakciju
2 + A {\displaystyle \rightleftharpoons } A2
Ovaj enzim koristi molekulski vodonik za redukciju raznih supstanci. On sadrži gvožđe-sumporne klustere. Enzim iz pojedinih izvora sadrži nikal.

## Literatura
- Nicholas C. Price; Lewis Stevens (1999). Fundamentals of Enzymology: The Cell and Molecular Biology of Catalytic Proteins (Third изд.). USA: Oxford University Press. ISBN 019850229X.
- Eric J. Toone (2006). Advances in Enzymology and Related Areas of Molecular Biology, Protein Evolution (Volume 75 изд.). Wiley-Interscience. ISBN 0471205036.
- Branden C; Tooze J. Introduction to Protein Structure. New York, NY: Garland Publishing. ISBN 0-8153-2305-0.
- Irwin H. Segel. Enzyme Kinetics: Behavior and Analysis of Rapid Equilibrium and Steady-State Enzyme Systems (Book 44 изд.). Wiley Classics Library. ISBN 0471303097.

## Spoljašnje veze
- Hydrogenase+(acceptor) на 